# 興東道
興東道，清朝末期设置的道，属于黑龙江省。
光绪三十年（1904年）十一月设置绥兰海道，下辖绥化府、呼蘭府、海伦厅。光绪三十二年（1906年）二月改为兴东兵备道，在小兴安岭之东，不辖府县。光绪三十四年（1908年）驻在托萝山北，即今黑龙江省萝北县北兴东，兼辖毕拉尔路协领。五月，吉林省的大通县（驻今黑龙江省通河县东北三站乡）、汤原县来属。宣统三年（1911年）冬，东界俄罗斯帝国，西界海伦府，南界吉林省，北界瑷珲厅。